# Mogökbi
Mogökbi (Nomada alboguttata) är en biart som beskrevs av Herrich-Schäffer 1839. Mogökbi ingår i släktet gökbin och familjen långtungebin. Inga underarter finns listade.

## Beskrivning
Mogökbiet är ett slankt bi med svart huvud och rödaktiga, eller hos hanen även gulaktiga, markeringar på mellankroppen. Både antenner och ben är övervägande rödaktiga; hanen har dessutom  gul till blekgul clypeus, överläpp och undre del av ansiktet, medan honan endast har en röd överläpp. Bakskenbenen har 4 till 6 långa, böjda taggar, som är svarta hos honan, ljusa hos hanen. Hanens baklår är övervägande svarta med en röd spets och en tunn, röd längsstrimma. Bakkroppen är rödbrun med gulvita eller hos honan även klargula fläckar på sidorna av tergiterna 2 till 4, och hos honan en fläck mittpå tergit 5. Hanen har även mörkare ränder på bakkroppen. Kroppslängden är 7 till 10 mm.

## Ekologi
Habitatet utgörs av områden med naken sand som stränder, sandiga vägar, sandfält i glesbevuxna skogar, gärna tallskog, hedmarker och sandtag.
Arten lever som boparasit i bon hos sandbina mosandbi (Andrena barbilabris), Andrena ventralis, och troligen också silversandbi (A. argentata). Honan lägger ägg i deras bon, ett ägg i varje larvcell, och den resulterande larven lever av den insamlade födan efter det att den dödat värdägget eller -larven.
Som boparasit samlar inte arten pollen (som endast används som larvföda); nektar hämtar den från flera olika blommande växter som korgblommiga växter (maskrosor och hökfibblor), videväxter (viden och pilar), brakvedsväxter (brakved), klockväxter (blåmunkar) samt väddväxter (ängsvädd). Den har en, ibland två generationer per år, med flygtider under april till juni respektive från slutet av juli till september.

## Utbredning
Mogökbiet finns i större delen av Europa. Det har inte observerats från Ukraina, Ryssland eller större delen av Balkan, men det anses ändå troligt att det finns även i de områdena.
I Sverige finns arten i hela Götaland och Svealand, samt i Norrland upp till Torne lappmark.
I Finland har arten observerats i hela landet, från Åland och sydkusten till Lappland, men förekomsterna är glesare i norr. Upptäkterna på Åland är dock med stor sannolikhet gjorda före 1960-talet.
Mogökbiet är klassificerat som livskraftigt ("LC") både globalt, i Sverige och i Finland.